# Callimaco Zambianchi
Callimaco Zambianchi (Forlì, 30 dicembre 1811 – Córdoba, 13 febbraio 1862) è stato un patriota italiano.
Fu attivo durante il Risorgimento, famoso per l'episodio della diversione Zambianchi.

## Biografia
Zambianchi fu costretto ad abbandonare l'Italia e a riparare in Francia dopo che ne fu scoperta la propria compromissione nei moti rivoluzionari che scoppiarono in Romagna tra il 1831 e il 1832. Fu esule in Francia dal 1832 al 1843, anni durante i quali maturò progressivamente e condivise gli stessi ideali di Garibaldi. Partendo dalla Francia si imbarcò per Montevideo con l'intento di raggiungere Garibaldi, combattendo quindi al suo fianco entrando a far parte della Legione italiana, fondata da Garibaldi stesso il quale, dopo la battaglia di San Antonio, lo promosse ufficiale.
Zambianchi si troverà ancora agli ordini di Garibaldi nella campagna di Lombardia del 1848, distinguendosi poi in modo particolare anche durante la difesa della Repubblica Romana nel 1849. Durante quel periodo, però, Zambianchi fu ritenuto responsabile dell'esecuzione di una decina di sacerdoti, accusati - alcuni a torto, altri a ragione - d'intelligenza col nemico, che vennero torturati e fucilati nel collegio di San Callisto in Trastevere. Nella ritirata verso San Marino fu ferito. Ristabilito, fu costretto a riparare in Gran Bretagna e poi in Argentina, dove nel 1858 a Buenos Aires fondò l'Unione e Benevolenza, istituzione benefica, sanitaria e di istruzione per gli emigrati. Nel 1859 indirizzò un proclama per tutti gli Italiani d'Argentina a rientrare e prendere le armi per l'Unità. Ai primi del 1860 si trovò a Genova da Garibaldi per i preparativi della spedizione dei Mille: a Talamone Garibaldi gli affidò il comando di un reparto che doveva inoltrarsi negli Stati Pontifici per provocare l'insurrezione. Zambianchi sbarcato a terra, tentò senza successo questa cosiddetta diversione che avrebbe dovuto distogliere l'attenzione dalla spedizione principale.  Dopo pochi scontri con le truppe pontificie, dovette ripiegare e fu arrestato al confine per ordine di Cavour che temeva un'eventuale rottura di rapporti con la Francia, alleata dello Stato della Chiesa. Fu tenuto in carcere senza processo fino a dopo la battaglia di Castelfidardo. Liberato nel 1861, raggiunse nuovamente Londra e poi l'Argentina dove morì con il grado di colonnello di quell'esercito poco dopo la vittoria a Pavón dell'amico Bartolomé Mitre.